# إدغاردو راموس
إدغاردو راموس (بالإنجليزية: Edgardo Ramos) هو محامي وقاضي أمريكي، ولد في 1960 في بونس، بورتوريكو في الولايات المتحدة.